# DISCERN-Instrument
Das DISCERN-Instrument ist ein Instrument, das den Nutzern von Gesundheitsinformationen helfen soll, die Qualität von schriftlichen Informationen über gesundheitsbezogene Behandlungsentscheidungen zu beurteilen.

## Hintergrund
Es gibt eine Fülle von schriftlichen Patienteninformationen über Behandlungsalternativen von den verschiedensten Anbietern. Nicht alle diese Informationen haben eine gute Qualität, und nur ein kleiner Anteil basiert auf hochwertigen wissenschaftlichen Nachweisen. Viele der verfügbaren Publikationen enthalten ungenaue oder verwirrende Empfehlungen, und es kann schwierig zu entscheiden sein, welche Informationen genutzt und welche verworfen werden sollten.
DISCERN ist ein Instrument bzw. Hilfsmittel, das entwickelt wurde, um Nutzern von Patienteninformationen zu helfen, die Qualität von Patienteninformationen über Behandlungsalternativen einzuschätzen. Es wurde 1998 von einer Forschergruppe um an der Universität Oxford (England) entwickelt und 1999 publiziert. Im selben Jahr wurde die deutschsprachige Version von Magnus Lerch und Marie-Luise Dierks von der Medizinischen Hochschule Hannover erarbeitet und gemeinsam mit dem Ärztlichen Zentrum für Qualität in der Medizin im Internet veröffentlicht. DISCERN wurde ursprünglich für den Gebrauch bei gedruckten Patienteninformationen entwickelt. Das Instrument wird aber ebenso erfolgreich für die Bewertung von Patienteninformationen im Internet genutzt.
| Eine qualitativ gute Publikation über Behandlungsalternativen wird:                   |
| ------------------------------------------------------------------------------------- |
| 1. Klare Ziele haben                                                                  |
| 2. Ihre Ziele erreichen                                                               |
| 3. Für den Nutzer bedeutsam sein                                                      |
| 4. Ihre Informationsquellen klar benennen                                             |
| 5. Das Erstellungsdatum der Informationen klar benennen                               |
| 6. Ausgewogen und unbeeinflusst sein                                                  |
| 7. Zusätzliche Informationsquellen aufführen                                          |
| 8. Auf Bereiche von Unsicherheit hinweisen                                            |
| 9. Die Wirkungsweise eines Behandlungsverfahrens beschreiben                          |
| 10. Den Nutzen eines Behandlungsverfahrens beschreiben                                |
| 11. Die Risiken eines Behandlungsverfahrens beschreiben                               |
| 12. Die Folgen einer Nicht-Behandlung beschreiben                                     |
| 13. Die Auswirkungen von Behandlungsverfahren auf die Lebensqualität beschreiben      |
| 14. Verdeutlichen, dass mehr als ein mögliches Behandlungsverfahren existieren könnte |
| 15. Eine gemeinsame Entscheidungsfindung (shared decision-making) unterstützen        |

## Die DISCERN-Fragen
DISCERN besteht aus 15 Schlüsselfragen sowie einer Bewertung der Gesamtqualität. Jede der 15 Schlüsselfragen repräsentiert ein eigenes Qualitätskriterium, das heißt ein entscheidendes Merkmal qualitativ guter Informationen über Behandlungsalternativen.
Die Fragen von DISCERN sind in drei Abschnitte unterteilt:
1. Abschnitt 1 (Fragen 1–8) befasst sich mit der Zuverlässigkeit der Publikation und soll beurteilen helfen, ob die Publikation  vertrauenswürdige Informationen für eine Entscheidungsfindung liefert.
2. Abschnitt 2 (Fragen 9–15) konzentriert sich auf bestimmte Einzelheiten der Information über Behandlungsalternativen.
3. Abschnitt 3 (Frage 16) beinhaltet die abschließende Bewertung der Gesamtqualität am Ende des Instruments.

### Die Bewertungsskala
Jede Frage wird auf einer 5-Punkt-Skala, die von Nein (1) bis Ja (5) reicht, bewertet. Die Bewertungsskala soll verdeutlichen, ob das Qualitätskriterium der jeweiligen Frage vorhanden ist oder von der Publikation „erfüllt“ wird.
| Nein |   | Teilweise |   | Ja |
| ---- | - | --------- | - | -- |
| 1    | 2 | 3         | 4 | 5  |

Allgemein gilt Folgendes:
- Ja (5) sollte vergeben werden, wenn die Antwort der bewertenden Person(en) auf die Frage eindeutig „Ja“ ist: Qualitätskriterium wird vollständig erfüllt.
- Teilweise (2–4) sollte vergeben werden, wenn die Publikation nach der Meinung der bewertenden Person(en) das Qualitätskriterium in der Frage in einem gewissen Ausmaß erfüllt. Wie hoch oder niedrig „Teilweise“ eingeschätzt wird, hängt davon ab, wie hoch die bewertende Person die Mängel beurteilt.
- Nein (1) sollten vergeben werden, wenn die Antwort auf die Frage eindeutig  „Nein“ ist: das Qualitätskriterium wird überhaupt nicht erfüllt.[8]

### Abschnitt 1: Ist die Publikation zuverlässig?
1. Sind die Ziele der Publikation klar?
2. Erreicht die Publikation ihre selbstgesteckten Ziele?
3. Ist die Publikation für Sie bedeutsam?
4. Ist die Publikation für Sie bedeutsam?
5. Ist klar angegeben, wann die Informationen, die in der Publikation verwendet und wiedergegeben werden, erstellt wurden?
6. Ist die Publikation ausgewogen und unbeeinflusst geschrieben?
7. Enthält die Publikation detaillierte Angaben über ergänzende Hilfen und Informationen?
8. Äußert sich die Publikation zu Bereichen, für die keine sicheren Informationen vorliegen?

### Abschnitt 2: Wie gut ist die Qualität der Informationen zu Behandlungsalternativen?
1. Beschreibt die Publikation die Wirkungsweise jedes Behandlungsverfahrens?
2. Beschreibt die Publikation den Nutzen jedes Behandlungsverfahrens?
3. Beschreibt die Publikation die Risiken jedes Behandlungsverfahrens?
4. Beschreibt die Publikation mögliche Folgen einer Nicht-Behandlung?
5. Beschreibt die Publikation, wie die Behandlungsverfahren die Lebensqualität beeinflussen?
6. Ist klar dargestellt, dass mehr als ein mögliches Behandlungsverfahren existieren kann?
7. Ist die Publikation eine Hilfe für eine „gemeinsame Entscheidungsfindung“ (das sogenannte shared decision-making)?

### Abschnitt 3: Gesamtbewertung der Publikation
1. Bewerten Sie abschließend auf der Grundlage der Antworten auf alle vorausgehenden Fragen die Publikation hinsichtlich ihrer Gesamtqualität als Informationsquelle über Behandlungsalternativen.

### Hinweise
Zu allen Fragen gibt das Instrument ausführliche Hinweise zur Bedeutung einer Frage, ihrer Bewertung sowie Leitlinien für die Bewertung der Frage.
Beispiel: Anleitung zur Bewertung von Frage 16

„Worum es in der Frage geht und warum sie wichtig ist

Die Frage 16 ist eine "intuitive Zusammenfassung" Ihrer Antworten auf die vorhergehenden 15 Fragen. Alle Publikationen werden Mängel aufweisen, und es ist unwahrscheinlich, dass eine einzelne Publikation bei allen Fragen eine hohe Wertung erreicht. Dennoch sollten Sie nach der Bearbeitung aller Fragen von DISCERN ein gewisses Gefühl für die Gesamtqualität der Publikation entwickelt haben, das Ihnen bei der Entscheidung helfen wird, ob die Publikation eine nützliche und geeignete Informationsquelle über Behandlungsalternativen ist.
Bewertung der Frage

Die folgenden Leitlinien sollen Ihnen bei der Bewertung dieser Frage helfen, aber Ihre persönliche Einschätzung ist ebenfalls sehr wichtig. Es mag Sie ermutigen zu wissen, dass während der Entwicklung und Überprüfung des DISCERN-Instruments die Nutzer unabhängig voneinander sehr ähnliche Entscheidungen über die Gesamtqualität der Publikationen, die sie zu bewerten hatten, getroffen haben, obwohl keine besonderen Anweisungen für diese Frage vorgegeben wurden. DISCERN soll Ihnen helfen, Ihre Kritikfähigkeit zu entwickeln; also - vertrauen Sie Ihrer eigenen Meinung!
Leitlinien für die Bewertung der Frage
- Hoch (5): Die Publikation wurde bei der Mehrzahl der Fragen hoch (4 oder    höher) bewertet. Eine hohe Bewertung der Gesamtqualität weist die    Publikation als qualitativ "gut" aus - sie ist eine nützliche und    geeignete Informationsquelle über Behandlungsalternativen.
- Mittel (3): Die Publikation wurde bei ähnlich vielen Fragen hoch und    niedrig bewertet, oder die Mehrzahl der Fragen wurde im mittleren Bereich    (3) bewertet. Eine mittlere Bewertung der Gesamtqualität weist die    Publikation als qualitativ "recht ordentlich" aus - sie ist eine    nützliche Informationsquelle über Behandlungsalternativen, hat aber einige    Mängel. Zusätzliche Informationen oder Hilfen werden unbedingt nötig    sein.
- Niedrig (1): Die Publikation wurde bei der Mehrzahl der Fragen niedrig (2 oder weniger) bewertet. Eine niedrige Bewertung der Gesamtqualität weist die Publikation als qualitativ "mangelhaft" aus - sie hat ernsthafte Mängel und ist keine nützliche oder geeignete Informationsquelle über Behandlungsalternativen. Sie ist wahrscheinlich ohne jeglichen Nutzen und sollte nicht verwendet werden.“

## Verwendung
DISCERN wurde in verschiedene Sprachen übersetzt und wird weltweit eingesetzt.
Unter anderem diente das Instrument als Grundlage für weitere Bewertungsinstrumente, so zum Beispiel für die Qualitätskriterien für verlässliche Gesundheitsportale des Deutschen Netzwerks Gesundheitskompetenz (siehe Programm Verlässliches Gesundheitswissen).